# Chittenango
Chittenango is een plaats in de Amerikaanse staat New York in de Madison County. De plaats werd gesticht in 1842.

## Plaatsen in de nabije omgeving
Het onderstaande figuur toont nabijgelegen plaatsen in een straal van 20 km rond Chittenango.

## Geboren
- L. Frank Baum (1856-1919), schrijver, dichter, acteur en filmmaker
- Dave Mirra (1974-2016), BMX'er